# BBC Radio 2
BBC Radio 2とは、英国放送協会のラジオ放送の1つである。

## 概要
主に30代以上のRadio 1より上の年齢層を聴取対象としている
BBC Radio 6 Musicは、実質的な姉妹局である(責任者も同一人物)
聴取者数は、2023年9月時点で13,473,000人で、これはBBCラジオの中で聴取者数が1番多い。